# アベル・ルイス
アベル・ルイス・オルテガ（Abel Ruiz Ortega,  2000年1月28日 - ）は、スペイン・バレンシア州バレンシア県アルムサフェス出身のプロサッカー選手。ラ・リーガ・ジローナ所属。ポジションはFW。

## クラブ経歴
2008年にバレンシアCFのカンテラに入団。4年間過ごした後、2012年にFCバルセロナの育成組織 ラ・マシアに入所。2016年11月にプロ契約を結び、Bチームに登録された。2017年4月9日のCFバダロナ戦でプロデビュー。その後ユース世代のスペイン代表で高い評価を受けていたルイスに、マンチェスター・シティFC、チェルシーFC、アーセナルFC、ユヴェントスFCなどが、ルイスの獲得に興味を示すも、ルイスはあくまでトップチーム昇格を目指す意向を示した。
以降Bチームの中心選手として活躍し、2018-19シーズンのホームゲーム最終戦となった、2019年5月12日のヘタフェCF戦のベンチ入りメンバーに初登録。同試合の後半20分に、負傷したフィリペ・コウチーニョとの交代でバルサデビューを果たした。
2020年1月31日、SCブラガへ6月30日までレンタル移籍し、SCブラガがレンタルが終了次第、800万ユーロで買取義務オプションを行使する。また、FCバルセロナは買い戻しオプションを保有する。
2024年6月27日、前シーズンのリーグ戦で3位と躍進したジローナFCに2029年までの契約で移籍することが発表された。また、ルイスはジローナから以前より関心が寄せられていたことも明らかにした。

## 代表経歴
2015年から各ユース世代のスペイン代表に招集され、ゴールを量産。
2016年にアゼルバイジャンで開催されたUEFA U-17欧州選手権2016のメンバーに飛び級で選出された。
2017年にはインドで開催された2017 FIFA U-17ワールドカップに、U-17代表として出場。エースとのして活躍し、決勝に進出したものの、イングランドに2-5で敗れた。
2021年6月8日、リトアニア代表との親善試合でA代表デビュー。
2023年6月24日、この年のUEFA U-21欧州選手権のクロアチア戦でキックオフから僅か20秒でゴールネットを揺らし、大会史上最速記録となる得点を挙げ、セルヒオ・ゴメスとヘオルヒー・スダコフと共にこの大会の得点王も獲得した。

## 人物
- ルイスが将来目指す選手に、ダビド・ビジャやルイス・スアレスの名前を挙げている[13]。

## 個人成績

### クラブ
2024年7月2日現在
| クラブ         | シーズン       | リーグ戦                | リーグ戦 | リーグ戦 | カップ戦 | カップ戦 | リーグ杯 | リーグ杯 | 国際大会 | 国際大会 | その他 | その他 | 通算 | 通算 |
| クラブ         | シーズン       | ディビジョン            | 出場     | 得点     | 出場     | 得点     | 出場     | 得点     | 出場     | 得点     | 出場   | 得点   | 出場 | 得点 |
| -------------- | -------------- | ----------------------- | -------- | -------- | -------- | -------- | -------- | -------- | -------- | -------- | ------ | ------ | ---- | ---- |
| バルセロナB    | 2016-17        | セグンダ・ディビシオンB | 2        | 0        | —        | —        | —        | —        | 7        | 2        | —      | —      | 9    | 2    |
| バルセロナB    | 2017-18        | セグンダ・ディビシオン  | 26       | 3        | —        | —        | —        | —        | 6        | 1        | —      | —      | 32   | 4    |
| バルセロナB    | 2018-19        | セグンダ・ディビシオンB | 21       | 3        | —        | —        | —        | —        | 3        | 0        | —      | —      | 24   | 3    |
| バルセロナB    | 2019-20        | セグンダ・ディビシオンB | 19       | 3        | —        | —        | —        | —        | —        | —        | —      | —      | 19   | 3    |
| バルセロナB    | 通算           | 通算                    | 68       | 9        | —        | —        | —        | —        | 16       | 3        | —      | —      | 84   | 12   |
| バルセロナ     | 2018-19        | ラ・リーガ              | 1        | 0        | 0        | 0        | —        | —        | —        | —        | —      | —      | 1    | 0    |
| ブラガ (loan)  | 2019-20        | リーガ・ポルトガル      | 6        | 1        | 0        | 0        | 0        | 0        | 2        | 1        | —      | —      | 8    | 2    |
| ブラガ         | 2020-21        | リーガ・ポルトガル      | 25       | 3        | 7        | 7        | 3        | 1        | 4        | 0        | —      | —      | 39   | 11   |
| ブラガ         | 2021-22        | リーガ・ポルトガル      | 28       | 2        | 2        | 0        | 2        | 0        | 10       | 3        | 1      | 0      | 43   | 5    |
| ブラガ         | 2022-23        | リーガ・ポルトガル      | 34       | 8        | 5        | 2        | 4        | 1        | 8        | 1        | —      | —      | 51   | 12   |
| ブラガ         | 2023-24        | リーガ・ポルトガル      | 30       | 6        | 3        | 0        | 4        | 1        | 11       | 1        | —      | —      | 48   | 8    |
| ブラガ         | 通算           | 通算                    | 123      | 20       | 17       | 9        | 13       | 3        | 35       | 6        | 1      | 0      | 189  | 38   |
| ジローナ       | 2024-25        | ラ・リーガ              |          |          |          |          | —        | —        |          |          |        |        |      |      |
| ジローナ       | 通算           | 通算                    |          |          |          |          | —        | —        |          |          |        |        |      |      |
| キャリア総通算 | キャリア総通算 | キャリア総通算          | 192      | 29       | 17       | 9        | 13       | 3        | 51       | 9        | 1      | 0      | 274  | 50   |

1. 1 2 3  UEFAユースリーグ
2. 1 2 3  UEFAヨーロッパリーグ
3. ↑  スーペルタッサ・カンディド・デ・オリベイラ
4. ↑  ヨーロッパリーグで6試合出場1得点、カンファレンスリーグで2試合に出場
5. ↑  チャンピオンズリーグで9試合出場1得点、ヨーロッパリーグで2試合に出場

### 代表での成績
2024年7月1日現在
| スペイン代表 | 国際Aマッチ | 国際Aマッチ |
| 年           | 出場        | 得点        |
| ------------ | ----------- | ----------- |
| 2021         | 2           | 0           |
| 通算         | 2           | 0           |

## タイトル

### クラブ
バルセロナ・ユース
- UEFAユースリーグ : 2017-18

バルセロナ
- ラ・リーガ : 2018-19

ブラガ
- タッサ・デ・ポルトガル : 2020-21
- タッサ・ダ・リーガ : 2023-24

### 代表
U-18スペイン代表
- 地中海競技大会 : 2018

U-19スペイン代表
- UEFA U-19欧州選手権 : 2019

U-23スペイン代表
- パリオリンピック金メダル: 2024

### 個人
- UEFA U-17欧州選手権シルバーブーツ : 2016
- UEFA U-17欧州選手権トーナメントチーム : 2017
- FIFA U-17ワールドカップブロンズブーツ : 2017
- 地中海競技大会得点王 : 2018
- タッサ・デ・ポルトガル得点王 : 2020-21
- UEFA U-21欧州選手権得点王 : 2023
- UEFA U-21欧州選手権トーナメントチーム : 2023